# ألكسندر إي أوسيبيو
ألكسندر لي أوزيبيو (هانغل: 알렉산더) من مواليد 29 يوليو 1988 في هونغ كونغ، هو مغن كوري جنوبي بدأ مسيرته الفنية عام 2008. وهو أيضا مغني راب ولد لعائلة نصف كورية وأصول ربعها برتغالية والربع الآخر صينية.

## السيرة الذاتية
ولد في هونغ كونغ، عاش في ونشأ في ماكاو. في وقت لاحق، عاش أيضا في ولاية كاليفورنيا، الولايات المتحدة الأمريكية. معروف جيدا بقدرته على التحدث بسبع لغات: الفرنسية، الإنجليزية والكورية والماندرين والإسبانية والبرتغالية، واليابانية.

## وصلات خارجية
- ألكسندر إي أوسيبيو على موقع IMDb (الإنجليزية)
- ألكسندر إي أوسيبيو على موقع ميوزك برينز (الإنجليزية)
- ألكسندر إي أوسيبيو على موقع قاعدة بيانات الفيلم (الإنجليزية)

- الموقع الإلكتروني